# 아후가니스탄
《아후가니스탄》(일본어: あふがにすタン)은 일본의 만화가 티메이킹(ちまきing)이 인터넷에 게재했던 네컷 만화 형식의 웹툰이다.

## 개요
아후가니스탄은 19세기 제국주의 시대를 시작으로 아프가니스탄과 주변 국가들의 현대사를 모에화로 표현한 역사 코미디물이다. 이 만화의 주인공은 아프가니스탄을 의인화한 캐릭터로 키가 짧고 서투른 미소녀이다. 이외의 여자 캐릭터들은 중앙아시아의 주변 국가들을 의인화한 캐릭터이다. 또한 이 만화에는 영국과 미국, 러시아와 같이 아프가니스탄과 전쟁을 치른 나라 뿐만 아니라 탈레반 정권, 알카에다와 같은 테러 단체도 만화로 그려진다.
각각의 네 컷 만화 스트립인 "아후가니스탄의 메모"는 산문으로 된 몇 가지 배경과 나라의 역사를 묘사하여 설명하고 있으며 특별 페이지는 캐릭터의 짧은 일대기를 제공한다.
2005년 6월 말 작가가 사용하고 있던 PC가 P2P 프로그램 위니를 감염원으로 하는 컴퓨터 바이러스에 감염된 것으로 판명되었으며 인터넷에서는 이에 대한 많은 논의가 있었다. 2005년 7월 26일에야 몇 차례의 연기 끝에 "아후가니스탄"이라는 책이 판매되었다.
한편 작가의 공식 사이트는 컴퓨터 바이러스 감염으로 인해 개인 정보가 유출되었으며 일부 링크가 제거되는 것 이외에는 업데이트가 전혀 이루어지지 않았다. 작가는 개인 정보 유출 사건과 관련된 일부 의혹에 대해 입장을 밝히지 않고 있으며 클럽 활동의 일부로 참가할 예정이었던 코믹 마켓 행사에도 참여하지 않고 있다. 이 때문에 작가의 현재 소식이 두절된 상태이며 작가의 사이트는 2006년 4월 6일 이후로 업데이트되지 않고 있다.

## 등장 인물
괄호 안의 내용은 주인공의 모델이 된 나라 또는 단체를 말한다.
아후가니스탄 (아프가니스탄)
이 작품의 주인공으로 힘센 성격의 이웃 나라들로부터 둘러싸인 불행한 소녀이다.
파키스탄 (파키스탄)
허풍쟁이이지만 카슈미르가 없는 탓에 종종 외로움을 잘 타며 아후가니스탄을 좋아한다.
우즈베키스탄 (우즈베키스탄)
고집쟁이로 패자가 되면 감정이 상하며 종종 파키스탄과 시비가 난다.
타지키스탄 (타지키스탄)
싸움도 빠르고 화해도 빠른 에도코 타입으로 소녀와 같은 취향을 갖고 있다.
키루기스스탄 (키르기스스탄)
두뇌 회전이 빠른 독설가로 항상 목마를 탄다.
토루쿠메니스탄 (투르크메니스탄)
불가사의한 성격을 갖고 있으며 누구도 그녀의 진짜 생각을 알지 못한다.
메리켄 (미국)
이웃 나라에서 제일 부자로 전쟁을 좋아하며 자신의 정의를 의심하지 않는다.
알냐이다 (알카에다)
이웃 나라에 테러를 일으키는 도둑고양이 집단으로 아후가니스탄이 잠시 외출하는 동안 그녀의 집에 몰래 산다.

## 같이 보기
- 헤타리아 Axis Powers